# علی اصغر گرانمایه‌پور
علی‌اصغر گرانمایه‌پور (زادهٔ ۱۳۳۱ در کاشان)، سیاستمدار ایرانی و نمایندهٔ حوزهٔ انتخابیهٔ کاشان، آران و بیدگل در دورهٔ هفتم و دورهٔ هشتم مجلس شورای اسلامی بوده‌است.
گرانمایه‌پور در انتخابات دهمین دوره مجلس شورای اسلامی در حوزه انتخابیه تهران، ری، شمیرانات، اسلامشهر و پردیسشرکت کرد.
وی پیشتر، از سال ۱۳۶۰ به مدت ۲ سال و نیم، استاندار استان یزد ، از سال ۱۳۶۳  تا ۱۳۶۷ به مدت ۴ سال و ۴ ماه استاندار چهارمحال و بختیاری و از سال ۱۳۷۲ تا ۱۳۷۶ استاندار استان مازندران بود.

## تحصیلات
گرانمایه‌پور در سال ۱۳۵۰ تحصیلات دانشگاهی خود را آغاز و دوره کارشناسی را در رشته آمار در دانشکده آمار و انفورماتیک دانشگاه شهید بهشتی سپری کرد. او در دوره دانشجویی اش فعالیت های سیاسی هم انجام میداد.